# Azzurra Hockey Novara 2018-2019
Questa voce raccoglie le informazioni riguardanti l'Azzurra Hockey Novara nelle competizioni ufficiali della stagione 2018-2019.

## Maglie e sponsor
| 1ª divisa | 2ª divisa |

## Organico

### Giocatori
Rosa e numerazione, tratte dal sito internet ufficiale del club, aggiornate alla stagione 2018-2019.
| N° | Naz.              | Ruolo | Sportivo                 |  |  |  |
| -- | ----------------- | ----- | ------------------------ |  |  |  |
|    | Italia (bandiera) | E     | Tommaso Baldina          |  |  |  |
|    | Italia (bandiera) | E     | Matteo Ceresa            |  |  |  |
|    | Italia (bandiera) | E     | Lorenzo Collalti         |  |  |  |
|    | Italia (bandiera) | E     | Paolo Campanati          |  |  |  |
|    | Italia (bandiera) | P     | Lorenzo Consolandi       |  |  |  |
|    | Italia (bandiera) | E     | Gianpaolo Fornaro        |  |  |  |
|    | Italia (bandiera) | E     | Cesare Gamaleri          |  |  |  |
|    | Italia (bandiera) | E     | Andrea Giraudi           |  |  |  |
|    | Italia (bandiera) | P     | Antonio Lopriore         |  |  |  |
|    | Italia (bandiera) | E     | David Macini             |  |  |  |
|    | Italia (bandiera) | E     | Lorenzo Maffè            |  |  |  |
|    | Italia (bandiera) | E     | Vincenzo Mastropasqua    |  |  |  |
|    | Italia (bandiera) | E     | Riccardo Mele            |  |  |  |
|    | Spagna (bandiera) | E     | Piera Xavier Serrallonga |  |  |  |
|    | Italia (bandiera) | E     | Geri Tefa                |  |  |  |

### Staff tecnico
- 1º Allenatore:  Erasmo Marcon
- 2º Allenatore:
- Meccanico:  Massimo Bellingeri